# Heinrich Rubens
Heinrich Rubens, nemški fizik, * 30. marec 1865, Wiesbaden, † 17. julij 1922, Berlin.
Rubens je vplival na oblikovanje kvantne mehanike in zasnoval Rubensovo cev.

## Priznanja

### Nagrade
- Rumfordova medalja 1910